# Unicorni (film)
Unicorni è un film del 2025 diretto da Michela Andreozzi.

## Trama
Lucio ed Elena hanno un unico figlio, Blu, un ragazzino di 9 anni che adora vestirsi da bambina e che è libero di farlo col permesso dei genitori solo quando è a casa. In occasione della recita scolastica, però, il bambino vuole a tutti i costi indossare il costume della Sirenetta: i suoi genitori, divisi tra il desiderio di assecondarlo e quello di proteggerlo, saranno i primi a dover riconsiderare la loro apertura mentale e a intraprendere un percorso di consapevolezza e accettazione.

## Promozione
Il primo trailer è stato pubblicato su YouTube sul canale di Vision Distribution il 17 giugno 2025.

## Distribuzione
Il film è stato presentato in anteprima mondiale al Giffoni Film Festival il 17 luglio 2025 e distribuito nelle sale italiane il giorno seguente.

## Accoglienza

### Critica
Il film ha ricevuto un'ottima accoglienza critica. Su Sentieri Selvaggi, Matteo Pasini infatti scrive che si tratta di "una commedia sulla varianza di genere nei bambini che emoziona e diverte nei momenti giusti. Il didascalismo di fondo, questa volta, forse è necessario", mentre su Movieplayer il critico Damiano Panattoni apprezza che "se Blu cerca la felicità più che un vero e proprio orientamento sessuale, Unicorni si sofferma anche sui dubbi di una generazione - quella dei genitori - spesso impreparata".